# Tijana Rakočević
Tijana Rakočević (Podgorica, 23. lipnja 1994.), crnogorska pjesnikinja, esejistica, feministica, prozna i dramska spisateljica. Doktorantica je na Filološkom fakultetu u Nikšiću (Odsjek za crnogorski jezik i južnoslovenske književnosti). Stipendistica je Crnogorske akademije znanosti i umjetnosti za 2016./17. godinu i bavi se znanstvenim radom. Objavila je zbirku poezije Sve blistavi kvanti i zbirku kratkih priča Intimus, a u pripremi je i dramski komad Admiral. Njeni radovi – eseji, prikazi, pjesme i priče, prevedeni na nekoliko svjetskih jezika. Zamjenica je glavnog urednika u izdavačkoj kući »Fokalizator«. Bila je suradnica Crnogorske akademije znanosti i umjetnosti, Centra suvremene umjetnosti Crne Gore, Muzeja i galerija Podgorice, Sveučilišta Crne Gore i Zavoda za udžbenike i nastavna sredstva Podgorica, a trenutno je zaposlena u Vladi Crne Gore. 
Crnogorsko narodno kazalište dodijelilo joj je najznačajniju bijenalnu nagradu za dramski tekst u Crnoj Gori (2022.), a dobitnica je prestižne Centralnoeuropske nagrade za pisce (CEI Young Writers Award 2023), kao i druge nagrade na međunarodnom natječaju za najbolju priču europskog sredozemnog područja »A Sea of Words«, koji tradicionalno, u suradnji sa Zakladom »Anna Lindh«, organizira Europski institut za Sredozemlje (Barcelona). Dobitnica je i nagrade za najbolju kratku priču u Crnoj Gori za 2019. godinu, u organizaciji Podgorica art festivala, Nagrade Ministarstva kulture Crne Gore za najbolju kratku priču prijavljenu za IPA projekat HAMLET (Interreg IPA prekogranični program suradnje Italija ‒ Albanija ‒ Crna Gora), prve nagrade na konkursu Instituta »Goethe« iz Zagreba za najbolju pjesmu na temu pitke vode (2021.) i treće nagrade na natječaju Američkog kuta za najbolju priču nadahnutu životom i radom američkih književnica (»Granica«, 2021.) i autorica najbolje bihorske priče (2020.) i najbolje queer priče regije (2021.). Dobitnica je rezidencijalne stipendije Europske mreže za književnost »Traduki« za 2022. godinu. Članica je Crnogorskog PEN centra.